# Virieu
Pour les articles homonymes, voir Virieu (homonymie).
Virieu, également appelé Virieu-sur-Bourbre, est une commune française située dans le département de l'Isère, en région Auvergne-Rhône-Alpes. Depuis le 1er janvier 2019, elle est une commune déléguée de Val-de-Virieu.

## Géographie
Cette petite commune du Nord de l'Isère est située à mi-chemin entre Lyon et Grenoble. Virieu se trouve dans les Terres froides et est situé dans la vallée de la Bourbre, d'où le nom complet de ce village,  « Virieu-sur-Bourbre ».
Virieu se trouve sur la ligne de Lyon-Perrache à Marseille-Saint-Charles (via Grenoble), la gare de Virieu-sur-Bourbre est située sur le territoire de la commune voisine de Panissage, mais à proximité de celle de Virieu.

### Climat
Les précipitations sont élevées. La neige peut tenir de fin novembre à mars.

## Histoire

### Faits historiques
Le 11 octobre 2018, un arrêté préfectoral acte la fusion de Virieu avec Panissage sous la commune nouvelle de Val-de-Virieu qui est effective le 1er janvier 2019.

### Héraldique
| Blason de Virieu | Blason  | De gueules à trois vires d'argent.                                |
| Blason de Virieu | Détails | Armes parlantes. Le statut officiel du blason reste à déterminer. |

## Politique et administration
| Période                                  | Période | Identité           | Étiquette | Qualité                                                  |
| ---------------------------------------- | ------- | ------------------ | --------- | -------------------------------------------------------- |
| avant 1958                               | ?       | M. René Brutillot  | DVD       | Notaire, suppléant du député François Perrin (1958-1962) |
| avant 1988                               | ?       | M. Georges Reynaud |           |                                                          |
| 2008                                     | 2020    | M. Michel Morel    |           | Maire délégué depuis 2020                                |
| Les données manquantes sont à compléter. |         |                    |           |                                                          |

## Démographie
L'évolution du nombre d'habitants est connue à travers les recensements de la population effectués dans la commune depuis 1793. Pour les communes de moins de 10 000 habitants, une enquête de recensement portant sur toute la population est réalisée tous les cinq ans, les populations de référence des années intermédiaires étant quant à elles estimées par interpolation ou extrapolation. Pour la commune, le premier recensement exhaustif entrant dans le cadre du nouveau dispositif a été réalisé en 2006.

En 2016, la commune comptait 1 111 habitants, en évolution de +5,91 % par rapport à 2010 (Isère : +3,07 %, France hors Mayotte : +2,11 %).
| 1793  | 1800  | 1806  | 1821  | 1831  | 1836  | 1841  | 1846  | 1851  |
| ----- | ----- | ----- | ----- | ----- | ----- | ----- | ----- | ----- |
| 4 069 | 1 076 | 1 101 | 1 174 | 1 285 | 1 264 | 1 285 | 1 271 | 1 118 |

| 1856  | 1861  | 1866  | 1872  | 1876  | 1881  | 1886  | 1891 | 1896 |
| ----- | ----- | ----- | ----- | ----- | ----- | ----- | ---- | ---- |
| 1 123 | 1 119 | 1 140 | 1 130 | 1 156 | 1 109 | 1 065 | 974  | 954  |

| 1901  | 1906  | 1911 | 1921 | 1926 | 1931 | 1936 | 1946 | 1954 |
| ----- | ----- | ---- | ---- | ---- | ---- | ---- | ---- | ---- |
| 1 057 | 1 014 | 951  | 831  | 850  | 818  | 858  | 845  | 788  |

| 1962 | 1968 | 1975 | 1982 | 1990 | 1999 | 2006 | 2011  | 2016  |
| ---- | ---- | ---- | ---- | ---- | ---- | ---- | ----- | ----- |
| 716  | 761  | 828  | 950  | 954  | 940  | 973  | 1 087 | 1 111 |

## Culture locale et patrimoine

### Lieux et monuments
- Église Saint-Pierre-et-Saint-Paul de Virieu.

#### Château de Virieu

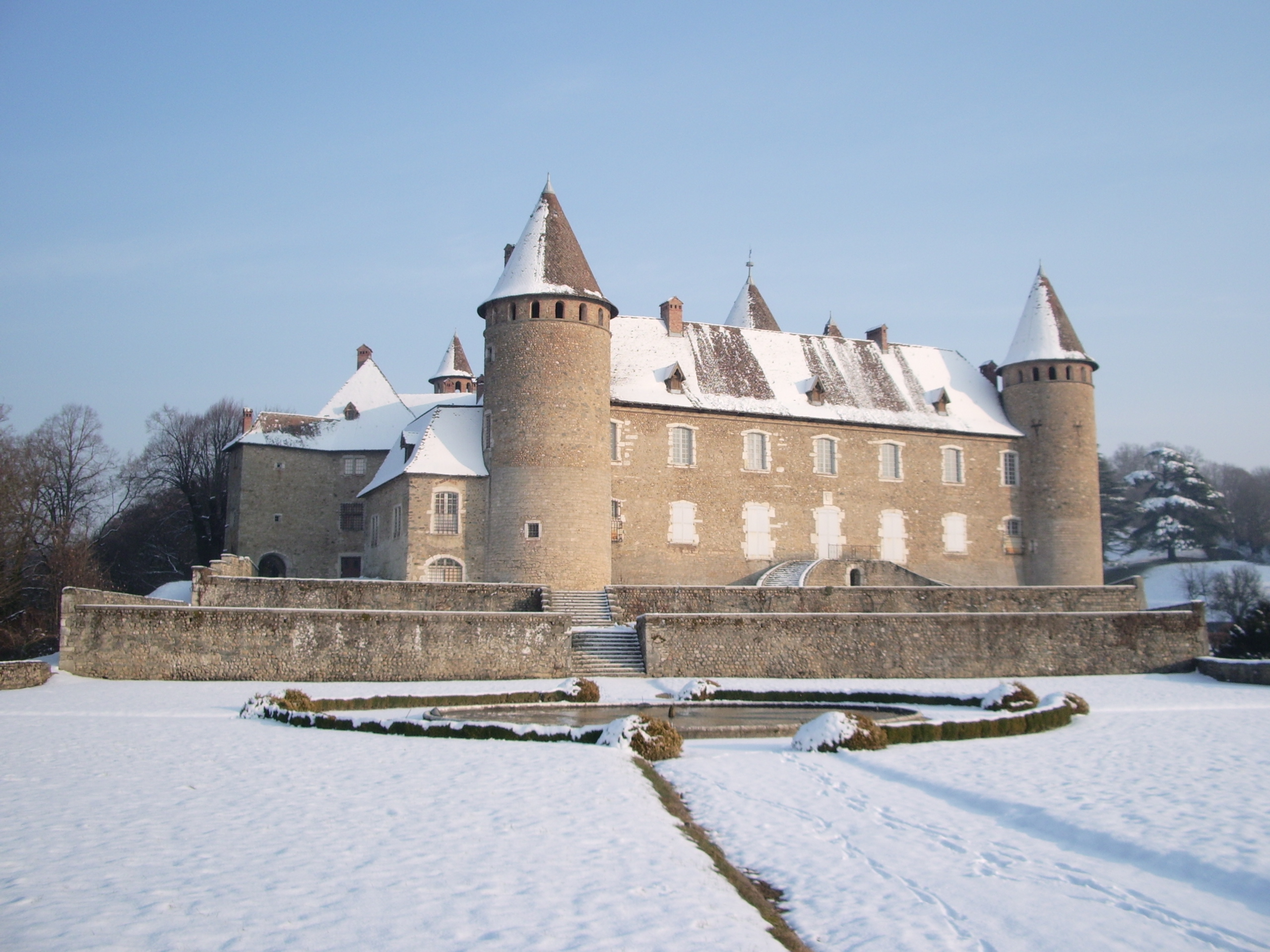
Château de Virieu sous la neige.

Le château de Virieu  Inscrit MH ( 1965 ,  1990 ), fondé en 1010, par Wilfrid de Virieu. Originellement une maison forte, elle fut agrandie tout au long des sept siècles suivants. Aujourd'hui, ce château d'aspect médiéval est mis en valeur par des jardins à la française inscrits. Le monument est un site privé, ouvert à la visite depuis 1935. La visite guidée, permet de découvrir le rez-de-chaussée, une chapelle du XVIIe siècle, une cuisine médiévale, un salon d'apparat et deux chambres, dont l'une fut occupée par le roi  Louis XIII en 1622. Ce château offre de nombreuses manifestations de juin à septembre, notamment une fête médiévale le troisième week-end de juillet.

### Patrimoine culturel
- Lieu de mémoires d'un galochier Musée municipal de la commune

### Personnalités liées à la commune

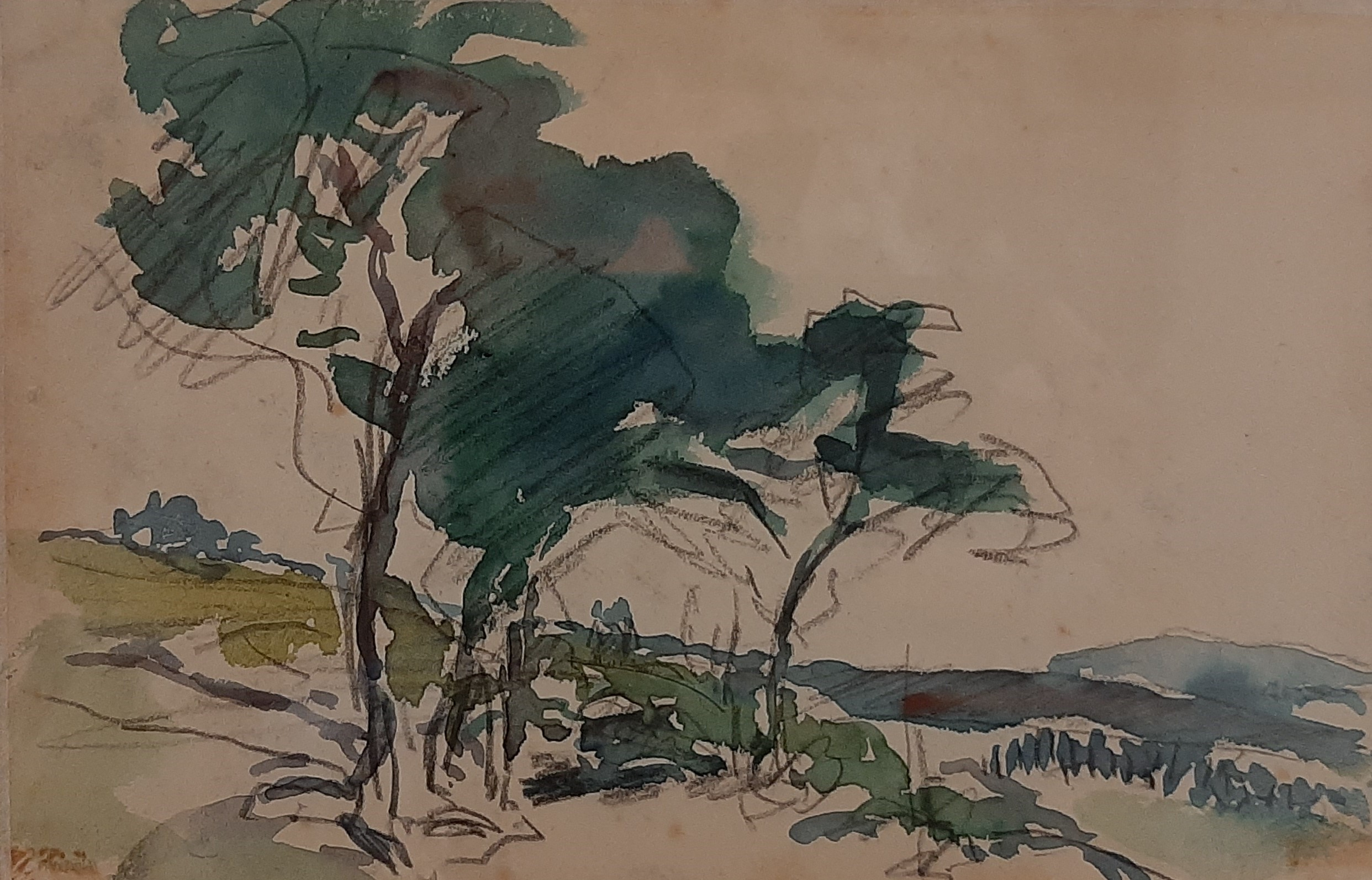
Johan Barthold Jongking, Virieu ou Bosquet d'arbres, 1875, Musée de Grenoble

- Le peintre néerlandais Johan Barthold Jongkind, qui a peint de nombreux paysages de la vallée, ce qui donne lieu aujourd'hui à un itinéraire touristique.
- Le peintre régional Pierre Bonnard.
- La peintre Stéphanie de Virieu, qui fut une élève du peintre Jacques-Louis David.
- Le poète Alphonse de Lamartine, grand ami d'Aymon de Virieu qui fut son premier éditeur.
- François-Henri de Virieu, journaliste et chroniqueur politique sur Antenne 2, créateur et présentateur de l'émission « l'Heure de Vérité ».
- Le peintre Pierre Giacomino